# Marv Films
Marv Films (cunoscută în mod obișnuit ca Marv și stilizată ca MARV, și anterior SKA Films) este o companie de producție britanică deținută de Matthew Vaughn. Este cel mai bine cunoscut pentru filmele Prins la înghesuiala, Pulbere de stele, Rupe-tot, Kingsman: Serviciul secret și Kingsman: Cercul de Aur.

## Istorie

### SKA Films
În 1997, producătorul Matthew Vaughn și regizorul Guy Ritchie și-au lansat propria companie în Regatul Unit, primul său proiect fiind Jocuri, poturi și focuri de armă, care este pentru Handmade Films.
În 1999, Vaughn și Ritchie au încheiat un acord cu Sony Pictures pentru a distribui următorul său proiect, Unde dai și unde crapă.
Echipa a continuat cu următorul lor mare proiect Naufragiați, cu Madonna în rol principal. Filmul a ajuns să fie bombardat critic și comercial. A câștigat premiile Zmeura de Aur în 2003.

### Marv Films
Mai târziu în același an, Ritchie și Vaughn au rupt legăturile, rebranzând astfel de la SKA Films la Marv Films, iar prima sa producție sub noul banner a fost debutul regizoral al lui Matthew Vaughn, Prins la înghesuiala.
În 2007, a semnat un acord cu Sony Pictures Entertainment pentru a-și produce lungmetrajele. Mai târziu în același an, Charlie Mitchell s-a alăturat companiei.
În 2009, Kris Thykier a decis să părăsească Marv Films, pentru a înființa PeaPie Films, pentru a produce noi lungmetraje.
În 2018, Vaughn și-a lansat filiala Marv Studios pentru a configura noi reporniri de lungmetraj.

### Marv Music
În 2021, Marv a lansat o casă de discuri, Marv Music, împreună cu Warner Music Group. Eticheta este distribuită sub unitatea Warner's Parlophone.

## Legături externe
- Site oficial
- Marv Films la Internet Movie Database